# Golfo Paradiso
Der Golfo Paradiso (italienisch für „Paradiesgolf“) ist eine größere Meeresbucht in der Metropolitanstadt Genua.
Der Golf erstreckt sich zwischen der Regionalhauptstadt Genua und dem Kap von Portofino. Der gleichnamige Landstrich grenzt im Norden an das Tal Fontanabuona; auf dem Territorium befinden sich sieben Gemeinden, davon fünf unmittelbar am Meer gelegen (Bogliasco, Pieve Ligure, Sori, Recco und Camogli) und zwei ohne direkten Zugang zum Meer (Avegno und Uscio).